# Черокі (Канзас)
Черокі (англ. Cherokee) — місто (англ. city) в США, в окрузі Кроуфорд штату Канзас. Населення — 590 осіб (2020).

## Географія
Черокі розташоване за координатами 37°20′42″ пн. ш. 94°49′18″ зх. д. / 37.34500° пн. ш. 94.82167° зх. д. (37.345066, -94.821567).  За даними Бюро перепису населення США в 2010 році місто мало площу 1,84 км², уся площа — суходіл.

## Демографія
Згідно з переписом 2010 року, у місті мешкало 714 осіб у 289 домогосподарствах у складі 187 родин. Густота населення становила 388 осіб/км².  Було 324 помешкання (176/км²).
Расовий склад населення:
| - 95,9 % — білих - 0,8 % — корінних американців - 0,1 % — чорних або афроамериканців |

До двох чи більше рас належало 2,8 %. Частка іспаномовних становила 1,5 % від усіх жителів.
За віковим діапазоном населення розподілялося таким чином: 27,0 % — особи молодші 18 років, 59,1 % — особи у віці 18—64 років, 13,9 % — особи у віці 65 років та старші. Медіана віку мешканця становила 39,7 року. На 100 осіб жіночої статі у місті припадало 106,4 чоловіків;  на 100 жінок у віці від 18 років та старших — 101,9 чоловіків також старших 18 років.
Середній дохід на одне домашнє господарство  становив 42 516 доларів США (медіана — 32 500), а середній дохід на одну сім'ю — 54 801 долар (медіана — 52 083). Медіана доходів становила 37 250 доларів для чоловіків та 30 903 долари для жінок. За межею бідності перебувало 22,3 % осіб, у тому числі 19,7 % дітей у віці до 18 років та 11,6 % осіб у віці 65 років та старших.
Цивільне працевлаштоване населення становило 376 осіб. Основні галузі зайнятості: освіта, охорона здоров'я та соціальна допомога — 32,2 %, виробництво — 14,1 %, транспорт — 10,9 %, будівництво — 9,3 %.